# Li'l Horrors
 (mars 2018).
Si vous disposez d'ouvrages ou d'articles de référence ou si vous connaissez des sites web de qualité traitant du thème abordé ici, merci de compléter l'article en donnant les références utiles à sa vérifiabilité et en les liant à la section « Notes et références ».
Li'l Horrors est une sitcom australienne de marionnettes pour enfants produite en 2001, spécifiquement pour la tranche d'âge 5-8 ans.
L'histoire se développe autour de personnages de monstres allant à l'école. Cette série, composée de 52 épisodes, a été diffusée pour la première fois en France sur France 5 dans l'émission Midi les Zouzous, en 2002 du lundi au vendredi, sous le nom de Drôles de p'tits monstres.

## Histoires et thèmes abordés par la série
Se faire des amis, apprendre à vivre et à jouer avec les autres tout en tenant compte des différences : tels sont les principaux thèmes abordés au fil des épisodes. À travers les histoires, les situations difficiles et comiques qui sont traitées dans la série, on peut suivre le parcours plutôt déroutant mais attachant de ces petits monstres.
Les traits comiques dans lesquels les personnages principaux se retrouvent servent à souligner l'individualité de chacun d'entre eux ainsi que leur lutte pour apprendre à vivre les uns avec les autres tout en acceptant leurs différences dans l'enceinte de l'école des Li'l Horrors.
Ces petits monstres sont physiquement très différents les uns des autres. Chaque personnage a aussi sa propre façon unique et individuelle de voir le monde qui l'entoure ce qui peut donner lieu le plus souvent à des affrontements. Les histoires racontées dans la série reflètent les expériences et les émotions des enfants en général, mais dans un univers fantastique. Elles sont toujours centrées sur les enfants, et les petits monstres sont toujours les protagonistes et les motivations de chaque histoire. Les adultes qui accompagnent les Li'l Horrors n'interviennent pas pour résoudre leurs problèmes car ces jeunes monstres sont avérés responsables de leurs actes et doivent donc accepter les conséquences que cela peut engendrer.
Ainsi par exemple dans certains épisodes, les thèmes et concepts explorés nous montrent que l'arrogance peut nous mener à notre propre chute, les avantages de se réunir en groupe pour essayer de résoudre un problème, la valeur de l'amitié ainsi que voir le monde à travers les yeux des autres pour mieux les comprendre.
Li'l Horrors ne cherche pas à être un programme éducatif, mais les valeurs apportées par cette série sont positives et c'est un spectacle qui peut tout aussi bien être observé par les adultes, aux côtés de leurs enfants.

## Personnages principaux
Version originale
- Vladimir Bloode (Vlad)
- Medusilla Venimski (Medusilla)
- Duncan Stein (Duncan)
- Cleo Patra (Cleo)
- Ratso Risotto (Ratso)
- Abercrombie Zombie (Abercrombie)
- Claudia Howell (Claudia)
- Webster Swampson (Webster)
- Morbidda bates (Miss Morbidda)
- Quasi

Version française
- Vlad le Vampire : il est âgé de 9 ans. Personnage espiègle, audacieux à la peau bleue et soignée et doté de crocs, ce vampire a une capacité étonnante et inépuisable de se mettre dans le pétrin et de s'en sortir. Très imbu de lui-même et confiant, il aime faire son intéressant.  Quand il s'agit de grands projets, personne ne peut rivaliser avec son imagination et son enthousiasme : il sait faire preuve d'inventivité. Malheureusement, il n'est pas toujours consciencieux et les projets n'aboutissent guère, et en découlent parfois, des conséquences désastreuses. Cet escroc gâté à double visage est un voyou sympathique, dont l'incommensurable énergie et l'optimisme sans bornes ont tendance à balayer ceux qui l'entourent, en particulier le très crédule et naïf Franky. Il aime les choses militaires, les arts martiaux, les explosions, les films d'action et les clips d'horreur et déteste le partage, la discipline, la lumière du jour, les tâches et le travail scolaire. Ses motivations : le besoin d'attention et de gain, la célébrité et la fortune.

Voix française : Hervé Rey
- Natacha la Gorgone : elle est âgée de 8 ans. Ayant une personnalité similaire à celle de Vlad, elle est arrogante et très autoritaire. Les serpents impertinents qui couronnent sa tête l'ennuient parfois profondément mais savent aussi se montrer coopératifs et agréables : tout ceci dépend de leur humeur. Elle pense être la patronne et diriger ses camarades, et non Vlad, son éternel rival, ce qui est source de conflit perpétuel. Elle pense aussi être d'une extrême beauté, en dépit des serpents peu accueillants qui logent sur sa tête, et croit que tout le monde approuve ce fait. Elle aime les miroirs, le maquillage, les compliments, avoir tout le temps raison, utiliser son habileté naturelle afin d'exercer un rôle de chef au sein de ses camarades (c'est surtout ce qu'elle croit) et être la plus belle. Elle déteste les remarques peu flatteuses sur son apparence (ses cheveux notamment), la remise en cause de son autorité, la saleté, les choses malodorantes et ne supportent pas que ses cheveux mèchent immédiatement. Elle souhaite la reconnaissance, être la plus populaire et respectée ainsi que la plus aimée dans le groupe malgré la vanité remarquable dont elle fait preuve.

Voix française : Fily Keita
- Cléo la Momie : elle est âgée de 3 132 ans. Cléo est en effet une fille d'un âge très avancé. Elle pense qu'elle est là depuis assez longtemps pour savoir une chose ou deux. Elle est adepte depuis des milliers d'années de l'aromathérapie, la télépathie, la transmigration, la voyance dans de l'eau et suit les pratiques du guide spirituel. C'est probablement pour cela qu'elle a l'habitude de faire de la lévitation à ses moments perdus. Elle est plus intéressée par la spéculation cosmique que par la dure réalité. D'un naturel doux et distrait, Cléo veut toujours voir le meilleur en chaque individu, même si le contraire est manifestement vrai. La croix ansée (Ânkh) qu'elle porte autour du cou possède des pouvoirs magiques et si nécessaire, elle l'utilise afin de formuler des sortilèges. Elle aime les pyramides, avoir été une fois princesse, manger des aliments en étant confortablement installée dans un sarcophage et déteste les esprits fermés, les matières ennuyeuses comme les mathématiques, et, que ses pansements, qui composent son bandage de momie, soient sales. Elle désire voir tout le monde harmonieusement réunit et essaye de faire que le cosmos soit un meilleur endroit pour tous.

Voix française : Anne-Lise Langlais
- Claudia le Loup-Garou : elle est âgée de 7 ans (ce qui correspond réellement à 1 an, de par sa qualité de "chien"). Physiquement, elle s'apparente à une sorte d'ourson loup-garou, ce dont elle est fière. Mais elle vit dans la crainte d'une pleine lune, moment où elle se transforme alors en une douce petite fille. Véritable garçon manqué, Claudia n'a pas le temps de se consacrer à des loisirs féminins. Elle se vêtit d'une simple salopette à carreaux. Elle reste la plupart du temps entourée de garçons. Elle est à la fois mignonne et sauvage. Elle peut même, lors d'une conversation ordinaire, basculer soudainement sa tête en arrière pour pousser un hurlement, tout comme se gratter l'oreille avec la jambe arrière. Elle a un sens très vif de l'aventure et aime les activités en plein air, particulièrement, creuser des trous dans le bac à sable (c'est ainsi qu'elle a rencontré Maximilien). Claudia possède un sens très développé de l'ouïe et de l'odorat. En effet, elle peut entendre jusqu'à de longues distances, ainsi qu'identifier qui était le dernier dans une chambre grâce à son parfum. Curieusement, elle est végétarienne et refuse de manger tout ce qui était autrefois velu, mignon et câlin - tout comme elle-même. Elle aime les aventures, hurler, se gratter, renifler et creuser des trous. Elle déteste les pleines lunes, les puces, les robes avec des dentelles. Sa motivation : se faire plaisir et prouver qu'elle est l'égale des garçons.

Voix française : Blanche Ravalec
- Thomas: il est âgé de 7 ans. Thomas, qui est originaire de la lagune Mauve, est le cerveau de l'école qui a toutes les réponses mais n'est pas tout à fait sûr de savoir comment les adapter dans la vie réelle. Il est d'une nature curieuse mais physiquement est une véritable poule mouillée, qui se considère comme prudent. En réalité ce n'est juste qu'une grande mauviette, qui a peur de presque tout et tout particulièrement de l'eau : c'est pourquoi il est inséparable de son anneau de flottaison en caoutchouc appelé SAM qu'il porte tout le temps et avec qui il a sans cesse des conversations à sens unique. SAM est une partie d'imagination, une partie de polyuréthane et une partie de la conscience supérieure de Thomas. Sam est à Thomas ce que la vieille couverture est à Linus de Charlie Brown. Thomas a une étonnante capacité à inventer des engins, bidules incroyables, des machines à remonter le temps ainsi que des dispositifs permettant de transformer les repas scolaires en bonbons. Bien que très savant et érudit, son discours est lent, lourd et comporte de nombreux écoulements de baves : ce qui est normal puisque c'est une sorte de poisson. Il a en fait une âme assez douce qui a tendance à essayer d'éviter les confrontations, il est un modèle de la raison contrairement à la plupart de ses camarades de classe qui sont plus volatiles. Les angoisses de Thomas le font parfois manger un peu trop, surtout les beignets et les sauveteurs parce qu'ils ont un trou au milieu tout comme son meilleur ami SAM. Les passions de Thomas sont diverses et variées, il aime notamment la science, les ordinateurs, Albert Einstein, la lecture et l'apprentissage, l'école, les bibliothèques, les devoirs et par-dessus tout son ami en plastique : SAM. Il déteste l'eau, l'exercice physique, les aliments bon pour la santé, les pensées illogiques et ne supporte pas avoir tort. Ce qui constitue le moteur de la motivation de Thomas est la quête de la connaissance (mais pas nécessairement la connaissance de soi), la peur, le doute et la paranoïa.

Voix française : Patrick Préjean
- Miss Morbidda : bien que toujours considérée comme une ombre menaçante et entendue comme une voix à travers la pièce, Miss Morbidda est un personnage bien réel. Elle est une actrice de films d'horreur, mais maintenant à la retraite, elle a investi ses revenus dans l'école Monstersori pour les petits Li'l Horrors, à Maug Stone Hall. Figure autoritaire, elle exige le respect dans les salles de classe, et le silence dans le hall lorsqu'elle se retire dans sa chambre en disparaissant par magie sous forme de vapeurs, ce qui n'est pas rare. Elle peut quelquefois se montrer sentimentale quand elle se remémore certains moments de sa vie passée notamment quand elle se souvient de ses rôles triomphants passés ainsi que les nombreux hommes qui jadis l'adoraient. Mais de tels moments de réminiscence ne durent pas longtemps et elle peut soudainement revenir à un tempérament très autocratique. Toutefois il faut tout de même avouer qu'elle a un faible pour les monstres en général, et en particulier pour les Li'l Horrors.

Voix française : Blanche Ravalec
- Ratso : Ratso est un rongeur au caractère accentué qui a pour habitude de pénétrer dans le trou à rat qui se situe au niveau de la librairie et de la salle de jeux. Rusé, intelligent et plein de bon sens (comme un rat peut l'être), Ratso est de loin celui qui connaît le mieux le monde parmi les personnages. En effet, il a vu le monde et l'a parcouru plus d'une fois grâce notamment à ses voyages et errances de ports en ports, ses croisières où il lui arrivait même de quitter le navire en cas de perdition le long du trajet parmi lesquels le Titanic. Ou alors il le prétend. Cela ne veut pas dire que c'est un menteur. Il connaît toujours les raccourcis, ne paye jamais plein tarif pour rien, si vous le souhaitez il peut l'obtenir, il suffit de ne pas poser trop de questions. C'est un pique-assiette et un collectionneur : si un jouet ou un repas a disparu il vaut mieux vérifier le trou de |rat en premier. Aussi, tout le long de la série, Ratso est souvent le narrateur.

Voix française : Michel Dodane
- Franki : il est âgé de 6 ans mais quelques morceaux de lui sont plus vieux et d'autres plus jeunes. C'est un grand monstre débonnaire pour son âge, avec un cœur d'or et un cerveau de la taille d'un pois. Franki veut juste s'intégrer mais il est généralement trop carré pour les trous ronds qu'il trouve.  Tout comme Forest Gump, il peut être très émotif, timide, innocent, naïf, crédule, facile à berner, à manipuler, et c'est aussi un fils à maman.  Bien que très sujet aux accidents, il est très sensible mais possède une sorte de cœur anormal. Les parties de son corps sont maintenues ensemble par des points de sutures, vis, écrous et boulons. La fragilité physique de Franki va de pair avec sa personnalité tout aussi vulnérable. Parce qu'il n'est pas très brillant et manque de confiance en lui, il est facilement manipulable par ses pairs, en particulier par Vlad et Natacha. Mais de temps en temps, sa bonne volonté le rend prudent et le protège. Il passe la majeure partie de son temps à manger toute sorte de nourriture, qu'il consomme en grande quantité. En effet, si quelque chose semble comestible, il ne va pas hésiter à la goûter. Il a par ailleurs dévoré une expérience scientifique de Vlad. Il apprécie les choses mignonnes, les animaux, jouer avec qui que ce soit du moment qu'il l'aime. Par contre il déteste la lumière, les orages, la cruauté ou l'injustice envers les animaux, et la solitude. Il est motivé par le besoin d'être accepté et le désir de se faire des amis.

Voix française : Marc François
- Maximilien le zombie : très tôt dans la série, Maximilien est découvert enterré dans le bac à sable. Cependant, nul ne sait comment il y est arrivé ni combien de temps il a passé enseveli. De nombreux mystères sont à découvrir en ce qui le concerne au fil des épisodes. Ce dont on est certain, c'est qu'il est un zombie ! Maximilien s'intègre dans la bande facilement, principalement parce qu'il n'embête jamais personne. Normalement son intérêt repose exclusivement sur la télévision qui le fascine, indépendamment des programmes qui y sont diffusés. Il a des grandes capacités de contrôle de soi. Force est de constater qu'il est étrangement sympathique et vulnérable.  Il peut être comparé à une sorte de patate de canapé qui marche de temps en temps. Plutôt taciturne, il ne parle pas beaucoup non plus et lorsqu'il daigne ouvrir sa bouche c'est seulement au sujet de la télévision. Il peut parler de n'importe quel programme : un western, un film de science-fiction, un reportage sportif... à partir du moment où cela a été diffusé dans les deux ou trois jours auparavant. Maximilien est considéré comme quelqu'un d'une grande sagesse et paradoxalement à certains moments peut faire preuve d'impertinence et d'incohérences, en fonction du calendrier. La seule chose qui le motive et qu'il adore par-dessus tout est la télévision. En outre, il ne pourrait se passer d'elle et ne supporterait pas d'en être privé.

Voix française : Hervé Rey
- Quasi : c'est le gardien bossu de l'établissement et est le seul qui a une apparence humaine malgré sa grande laideur. Il passe son temps à se livrer à son activité favorite : sonner la cloche de l'école. C'est un personnage jovial, sympathique qui aime participer à des blagues, farces et attrapes c'est pourquoi tous les enfants l'adorent d'autant plus que c'est une cible parfaite pour ces petits monstres. Heureusement il ne peut jamais leur en vouloir bien longtemps, lui qui possède naturellement un tempérament optimiste doté d'une perspective ensoleillé qui triomphe toujours.

Voix française : Jean-Loup Horwitz

## Liste des épisodes (version originale)
- Monsters'r US par Brendan Luno
- Lolly Folly par Robert Greenberg
- Fangs for your par Robert Greenberg
- Time Out ! par Brendan Luno
- Ghost of a chance par Kevin Nemeth
- Ghoul Friends par Kevin Nemeth
- Rock shock par Glen Dolman
- Trial and Terror par Glen Dolman
- I want my mummy par Jamie Forbes
- Were-with all par Beverley MacDonald
- Webster the Brave Nancy Groll
- The Morbida Mystery par Nancy Groll
- Trouble double par Clare Madsen
- The coming of Quasi par Clare Madsen
- Stop and Gough par David Phillips
- Ice scream par David Phillips
- The cubby house war par Brendan Luno
- Beelzebubba par Brendan Luno
- Love lettuce in the sand (Which) par Jamie Forbes
- Play's the thing par Hugh Stuckey
- Humpy birthday to you par Anthony Watt
- Send in the Colnes par Anthony Watt
- The Magic Hat par Glen Dolman
- The Treasure of the scary Madre par Glen Dolman
- Comet through the Wry par Adam Todd
- The Bleurgh with project par Adam Todd
- Who wants to flea a million heirs par Anthony Watt
- The spaceman cometh par Anthony Watt
- Wouldn't it be nice revolting par Brendan Luno
- Mirror, Rirrom par Brendan Luno
- Now you see me, now you don't par Glen Dolman
- The Good, the Bad and the Fluffy par Glen Dolman
- For whom the bell tolls par Annie Fox
- Mummy, dearest par Annie Fox
- Revenge of the Zombie par Meg Mappin
- Vlad and Duncan's Excellent Adventure par Penelope Trevor
- Hall of the Mounted Things par Hugh Stuckey
- Hector the Inspector par Jamie Forbes
- Home Alone par Anthony Watt
- I Dream of Greenie par Anthony Watt
- Who Dares Wins par David Rapsey
- Under Your Spell par David Rapsey
- Follow the Black Asphalt Road par Anthony Watt
- Happily Ever Laughter par Anthony Watt
- Altered States par Brendan Luno
- Hamelot in Camelot par Brendan Luno
- Stinging in the Reign par Peter Hepworth
- I Won't, Dunce par Peter Hepworth
- Pants on Fire par Nancy Groll
- Head of the Class par Ray Boseley
- Speak No Evil par Chris Annastasiades
- The Wolf Who Cried Boy par Nancy Groll

## Liste des épisodes (version française)
- 25 mars 2002 : Le premier jour d'école
- 26 mars 2002 : Le sens des affaires
- 27 mars 2002 : Le talisman
- 28 mars 2002 : La machine à voyager dans le temps
- 1er avril 2002 : Le fantôme du grenier
- 2 avril 2002 : Les élections
- 3 avril 2002 : L'arrivée de Quasi
- 4 avril 2002 : Rêve de gloire et de fortune
- 5 avril 2002 : Le procès
- 8 avril 2002 : Le groupe de rock
- 9 avril 2002 : Le voyage dans le temps
- 10 avril 2002 : La directrice a disparu
- 11 avril 2002 : Deux nouvelles recrues
- 12 avril 2002 : Vladimir de Vinci
- 15 avril 2002 : Les élections
- 16 avril 2002 : Le cauchemar
- 17 avril 2002 : Un club très privé
- 18 avril 2002 : Le nouveau
- 19 avril 2002 : Amour n'est pas toujours aveugle
- 22 avril 2002 : Shakespeare expire
- 24 avril 2002 : Anniversaire
- 25 avril 2002 : Machine à cloner
- 26 avril 2002 : Chapeau magique
- 29 avril 2002 : Chasse au trésor
- 30 avril 2002 : La Comète
- 1er mai 2002 : Vedettes de cinéma
- 3 mai 2002 : Question pour un triton
- 6 mai 2002 : Le visiteur
- 7 mai 2002 : Révolution
- 9 mai 2002 : Miroir miroir
- 10 mai 2002 : Le monstre invisible
- 13 mai 2002 : Boule de fourrure
- 14 mai 2002 : Pour qui sonne le glas
- 15 mai 2002 : La momie
- 16 mai 2002 : Zombie bizarre
- 20 mai 2002 : Exposé d'histoire
- 21 mai 2002 : Panne de chauffage
- 22 mai 2002 : L'inspecteur
- 23 mai 2002 : L'union fait la farce
- 24 mai 2002 : Le mauvais génie
- 27 mai 2002 : Le défi
- 28 mai 2002 : Le sort de Cléo
- 30 mai 2002 : Héros malgré lui
- 31 mai 2002 : Voyage dans le pays des contes
- 3 juin 2002 : Stars d'un jour
- 4 juin 2002 : Sans peur avec reproche
- 5 juin 2002 : Un roi du collège
- 7 juin 2002 : Le bal de fin d'année
- 10 juin 2002 : Coup de foudre
- 11 juin 2002 : La tête à l'envers
- 12 juin 2002 : La vengeance de Natacha
- 13 juin 2002 L'arrivée de Max

## Synopsis des épisodes
- Épisode 1 : Le premier jour d'école

C'est le premier jour d'école pour Franki au sein du Maug Stone Hall, une école pour petits monstres, dont la directrice est une ancienne actrice de films d'horreur : Miss Morbidda. Les premières tentatives de celui-ci pour se faire des amis sont vaines et désastreuses, et à l'heure du déjeuner, tout le monde a disparu. Miss Morbidda fustige alors les petits monstres qui ne font guère d'effort pour souhaiter la bienvenue et accueillir chaleureusement le nouveau, mais ils se défendent en invoquant des motifs scolaires. Vexé par leur attitude, Franki se cache à son tour pour s'isoler. Arrivera-t-il à cohabiter avec ses camarades tout aussi monstrueux que lui et se fera-t-il des amis ? Survivra-t-il un seul jour dans cet établissement regroupant des individus aussi étranges, tels que la paire de gargouilles, un zombi muet qui n'a d'yeux que pour la seule chose qui l'intéresse: la télévision ?
- Épisode 2 : Le sens des affaires

Webtser, le génie, a inventé une machine qui convertit des repas sains en tablette de chocolat. Vlad, l'éternel entrepreneur, voit rapidement le potentiel de faire de l'argent avec la nouvelle invention de son camarade. Il lui suffit seulement de convaincre les autres petits monstres, de les amener à partager sa vision, quitte à mentir. Dès lors, il tente d'organiser une campagne publicitaire, et procède à l'audition de ses camarades afin de trouver celui qui représentera la marque : le plus habile qui incitera à acheter. De plus, malgré les avertissements de Webster, il tente de convaincre le monstre du marais à s'engager et à renforcer la production, ce qui leur portera préjudice...
- Épisode 3 : Les élections

Miss Morbidda annonce qu'il y aura une élection pour désigner le délégué de l'école. Tout le monde se lance alors dans cette campagne et se met à répéter son discours. "Un vote pour l'opprimé", "Un vote pour un bateau", "La démocratie n'est jamais la même"... tels sont les slogans. Rapidement, les seuls candidats restants sont Natacha et, son plus grand rival, Vlad. Cependant, rien n'est joué, ils doivent convaincre le plus de camarades possibles à voter pour eux et pour cela ils sont prêts à tout, même à raconter de pures balivernes à leurs électeurs, mais ils ne sont, malgré les apparences, pas dupes...
- Épisode 4 : La machine à voyager dans le temps

La dernière expérience de Webster a fait sauter le téléviseur, ce qui plonge évidemment Maximilien dans une grande tristesse et un profond désarroi. Claudia le console en essayant de le convaincre qu'il y a mieux dans la vie que de passer son temps devant la télévision. Ils décident alors de remonter le temps à l'aide de la machine prévue à cet effet par Webster. Malheureusement, leur aventure ne les conduit pas où ils espéraient : ils se retrouvent piégés à l'époque médiévale dans la ville de Hall Maug Stone, où ils rencontrent le roi Franki, la reine Cléo et la princesse Natacha, qui tombe sous le charme du zombie. Ils doivent vite régler correctement la machine à remonter le temps afin de se débarrasser de Vlad, le bouffon de la cour royale et bourreau à temps partiel, et ainsi éviter de rester bloqués dans le passé à tout jamais !
- Épisode 5 : Le fantôme du grenier

Jour de pluie dans l'établissement du Maug Stone Temple, qui conduit les petits monstres à rester enfermés. Ils s'amusent alors à cache-cache, mais le jeu s'interrompt soudainement quand Maximilien découvre un fantôme dans le grenier. L'école serait-elle hantée ? Franki et Natacha sont les premiers à en être convaincus, et même Webster (caché sous la table) est d'accord avec eux. Cependant, Vlad reste sceptique en dépit de sa rencontre avec le fantôme, et il trouve un plan astucieux afin de démasquer le coupable qui incarne cet hypothétique fantôme. Qui, ou qu'est-ce qui hante le grenier à Maug Stone Temple ?
- Épisode 6 : Ghoul friends

À la suite d'une autre conférence de Miss Morbidda, Vlad déclare : « Les filles ! Qui a besoin d'elles ! ». Webster et Franki, quant à eux, aimeraient bien jouer avec des filles, faire de la corde à sauter par exemple, si seulement elles voulaient de leur présence et lâcher leur corde... Les deux petits monstres s'isolent alors dans un coin où ils inventent un couple de sœurs. Ils décident de convaincre les autres monstres qu'ils sont en réalité leur propre sœur, Webressa et Frankina. Et pour ce faire, tout ce qu'ils auront (avec les conseils de Ratso), c'est un peu de maquillage, des perruques et des tenues mignonnes. Mais quand les autres filles semblent les préférer davantage à leur frère, il semble n'y avoir aucun moyen de sortir de leur nouvelle identité.
- Épisode 7 : Le groupe de rock

Vlad, dont le dernier projet a échoué, est à nouveau en quête d'argent. Il s'aperçoit qu'une immense fortune peut être amassée dans l'industrie du rock 'n' roll. Tout ce qui lui faut c'est un groupe et une chanson qui le rendront bientôt riche et célèbre. Cependant, il se rend compte aussi qu'il n'y a pas beaucoup de talent à Maug Stone Temple, et Cléo et Claudia sont sommairement rejetées quand elles ne passent pas les auditions, mais bientôt Vlad lance son nouveau groupe : "Bad Monster Rock". Leur première chanson est un succès instantané ! Ils sont sur la route de la gloire et de la fortune, jusqu'à ce que les membres de la bande commencent à se comporter comme des rock stars. Claudia et Cléo leur conseillent de mettre leur égo de côté afin de ne pas décevoir le public.
- Épisode 8 : Le procès

Les choses disparaissent dans l'établissement du Maug Stone Temple : le manche à balai de Miss Morbidda, le miroir de Natacha et même la bouée et néanmoins amie, Sam, de Webster...
Y aurait-il un voleur dans l'école ? Il est temps pour Vlad et Webster d'enquêter. Équipés de leur loupe et munis de leur lampe de poche, ils découvrent rapidement que tous les indices et toutes les preuves désignent un seul et même coupable : Maximilien. Malgré les réticences de Claudia, Vlad insiste sur le fait que la justice doit être rendue et le suspect est donc jugé. Avec Natacha, agissant en qualité de juge, Vlad pour l'accusation et Franki, l'esprit lent, pour la défense, une condamnation semble imminente. Seule la détermination obstinée de Claudia à chercher de fond en comble la solution du mystère, peut à présent sauver le zombie...
- Épisode 9 : La momie (I want my mummy)

Les petits monstres s'amusent et font preuve d'inventivité dans leurs jeux, en utilisant les bandages de Cléo en tant que remorqueur de guerre, cordes à sauter ou encore en mouchoirs ! Plongée dans un grand désarroi, Cléo se rend compte qu'elle commence à se défaire et perd son pouvoir spirituel. Elle refuse toutes les offres d'aide de la part de ses camarades, convaincue que ses esclaves dans l'Égypte ancienne pourraient restaurer correctement ses bandes de momie. D'une certaine manière, les petits monstres doivent convaincre Cléo qu'elle est de retour en Égypte. Claudia arrive alors avec un plan : décorer le jardin, planter une tente dans le bac à sable, et que certains camarades jouent un rôle d'esclave. ainsi Cléo se sentira comme chez elle. Mais c'était sans compter sur la mégalomanie de son altesse royale. En effet, où vont-ils trouver assez de lait d'ânesse pour son bain ? Natacha, quant à elle, ne pourra retenir Vlad de dire ces quelques vérités à la reine du Nil...

## Récompense et nomination
La série a été nommée (avec Stuart Menzies et Tony Wright) en 2001 par l'Australian Film Institute dans la catégorie meilleur épisode d'une série télévisée pour enfants avec l'épisode Double trouble.
Elle reçoit la même année l'award de l'Australian Guild of Screen Composers pour la meilleure musique d'une série télévisée pour enfants (Al Mullins et Janine De Lorenzo).